# 新民市
新民市是中国辽宁省沈阳市代管的一个县级市，位于沈阳市西北部。市人民政府駐辽滨街道南郊路2号。

## 历史沿革
嘉庆十八年（1813年）分承德（今沈阳）西部，广宁东部地区；设新民厅，（治所在新民屯）属奉天府。光绪二十八年（1902年）改新民厅为府，辖镇安（今黑山），彰武两县。
民国二年（1913年）撤销新民府、建立新民县，属奉天省辽沈道。
1954年8月，辽西、辽东两省合并为辽宁省，新民县属辽宁省。
1955年1月，新民县划归辽宁省辽阳专区。
1958年末，新民县划归沈阳市。
1993年，新民县撤县设市，成为沈阳市的县级市。

## 行政区划
新民市下辖4个街道办事处、20个镇、4个乡：
东城街道、辽滨街道、西城街道、新柳街道、大红旗镇、梁山镇、公主屯镇、兴隆镇、前当堡镇、大民屯镇、大柳屯镇、兴隆堡镇、胡台镇、法哈牛镇、柳河沟镇、高台子镇、张家屯镇、罗家房镇、三道岗子镇、东蛇山子镇、陶家屯镇、周坨子镇、金五台子镇、新农村镇、红旗乡、卢家屯乡、姚堡乡和于家窝堡乡。

## 人口
根据第七次人口普查数据，截至2020年11月1日零时，新民市常住人口为565634人。

## 交通
- 102国道、 230国道、 304国道、G2511 新鲁高速、G91 辽中环线高速 过境。

## 国家级非物质文化遗产
- 谭振山民间故事

## 特产
梁山西瓜：中国地理标志产品。也称小梁山西瓜。
张家屯，大民屯等乡镇产酸菜